# Kingittorsuaqstenen
Runstenen på Kingittorsuaq (äldre stavning: Kingigtorssuaq) är en c:a 10 cm långt stycke glimmerskiffer med välbevarade runor, som hittades på ön Kingittorsuaq, som ligger på norra delen av Grönlands västkust.

## Beskrivning
Stenen hittades år 1824 i en grupp av tre stenrösen, som bildade en triangel på toppen av den lilla ön Kingittorsuaq, som ligger söder om Upernavik. Stenen finns nu på Nationalmuseet i Köpenhamn. Stenen dateras till medeltiden. Texten anger ett datum, men inte årtal.
Den sista delen av runskriften är inte tolkad, och kan vara ett krypterat chiffer eller ett hemlig kod.

## Text
ᛂᛚᛚᛁᚴᚱ᛫ᛌᛁᚴᚢᛆᚦᛌ᛬ᛌᚮᚿ᛬ᚱ᛫ᚮᚴ᛫ᛒᛆᛆᚿᚿᛂ᛬ᛐᚮᚱᛐᛆᚱᛌᚮᚿ᛬
ᚮᚴᛂᚿᚱᛁᚦᛁ᛫ᚮᛌᛌᚮᚿ᛬ᛚᛆᚢᚴᛆᚱᛑᛆᚴ᛫ᛁᚿ᛬ᚠᛦᚱᛁᚱ᛫ᚵᛆᚴᚿᛑᛆᚵ
ᚼᛚᚮᚦᚢ᛫ᚢᛆᚱᛑᛆᛐᛂ᛫ᚮᚴᚱᛦᛑᚢ᛬
Translitterering av runraden:
÷ el͡likr · sikuaþs : so͡n:r · ok · baan͡ne : torta͡r son : ¶ ÷ ok enriþi · os son : laukardak·in : fyrir · gakndag ¶ hloþu · ua͡rda te · ok rydu : ??????
Normalisering till klassisk fornsvenska:
Erlingr Sighvats sonr ok Bjarni Þórðar sonr ok Eindriði Odds sonr laugardagin fyrir gagndag hlóðu varða þe[ssa] ok ... ...
Översättning till nusvenska:
Erling Sigvaths son och Baarne Thordars son och Enriði Ás son, lördagen före gångdagen reste denna sten och ...